# Koroğlu (métro de Bakou)
Koroğlu (anciennement Mashadi Azizbayov) est une station de métro azerbaïdjanaise de la ligne 1 du métro de Bakou. Elle est située avenue Heydər Əliyev, au croisement avec l'avenue Ziya Bünyadov, dans la ville de Bakou. Elle dessert notamment la gare ferroviaire Boyuk Shor.
Elle est mise en service en 1972 puis rénovée et renommée en 2011.
Exploitée par Bakı Metropoliteni, elle est desservie chaque jour entre 6 heures et minuit.

## Situation sur le réseau
Établie en souterrain, la station Koroğlu est située sur la ligne 2 du métro de Bakou, entre les stations Ulduz, en direction de İçərişəhər, et Qara Qarayev en direction de Həzi Aslanov.

## Histoire
La station de Mashadi Azizbayov est mise en service le 6 novembre 1972, lors de l'ouverture à l'exploitation du prolongement de la ligne, long de 5,1 kilomètres, de Nəriman Nərimanov à Neftçilər. Elle est créée par l'architecte Hasan Madjidov.
Le 30 décembre 2011 a lieu l'inauguration officielle de la station rénovée et renommée « Koroğlu ». D'importants travaux ont été réalisés avec notamment, la construction d'une pyramide de métal et verre pour recouvrir le hall d'accueil qui comprend la salle des guichets, le remplacement des escaliers mécaniques, la remise en état des revêtements muraux et la modernisation de l'éclairage et de la sécurité.

## Service des voyageurs

### Accueil
L'accès principal est situé, sur l'avenue Heydər Əliyev, sous une pyramide de verre qui couvre la salle des guichets et les escaliers mécaniques permettant d'accéder à la plateforme.

### Desserte
Koroğlu est desservie quotidiennement par les rames qui circulent sur la ligne entre 6 heures et minuit.

### Intermodalité
Elle dessert la gare ferroviaire Boyuk Shor. À proximité un arrêt de bus est desservi par les lignes 1, 11, 25, 38, 54, 60, 62, 69, 100, 101, 107, 116, 118, 131, 136, 139, 148, 150, 160, 163, 166, 171, 172 et 173.